# Eu Transo, Ela Transa
Eu Transo, Ela Transa é um filme brasileiro de 1972, dirigido por Pedro Camargo e do gênero drama. Música de Carlos Lyra e Jesus Rocha. O roteiro do diretor é baseado na peça teatral "Copacabana S/A" de Jota Gama.

## Sinopse
No Rio de Janeiro, Roberto é um chefe de família falido com três filhos adolescentes e morando com a cunhada solteirona e o pai inválido. Ele resolve melhorar suas finanças emprestando um quarto da casa da família para os encontros clandestinos de um cliente industrial, Guimarães. Mas a moça recém-chegada, Helena, e o filho mais velho de Roberto, Carlos, se apaixonam, colocando em risco o plano do homem .

## Elenco
- Jorge Dória - Roberto
- Sandra Barsotti - Leninha
- Marcos Paulo - Carlinhos
- Darlene Glória - Gilda (atriz convidada)
- Rodolfo Arena...Afonso, o sogro
- Daisy Lúcidi - Dedé, esposa de Roberto
- Fernando Torres - Guimarães (participação especial)
- Rose di Primo - Vanda
- Marcello Marcello - Kiko
- Orlandivo...Bilu
- Suzy Arruda - Maria Inês, a cunhada
- Mary Daniel - Madame Telma
- Arthur Maia
- Leda Zepellin
- Abel Pêra - Comendador
- Moacyr Deriquém - Souza
- Yeda Salles

## Canções da trilha sonora
- "Back in Bahia" - Gilberto Gil

- "Estupidez"

De Roberto Carlos e Erasmo Carlos;
Intérprete: Gal Costa
- "Coração vagabundo"

De Caetano Veloso;
Intérprete: Gal Costa
- "Dê um rolê"

De Morais e Galvão;
Intérprete: Gal Costa
- "You don't know me" - Caetano Veloso

- "Média luz"

De Donato
Intérprete: Hector Varela